# Tarquinia Molza
Pour les articles homonymes, voir Tarquinia et Molza.
Tarquinia Molza, née le 1er novembre 1542 à Modène et morte dans cette même ville le 8 août 1617 , est une compositrice, musicienne (chant et viola bastarda), poétesse et naturaliste italienne de la Renaissance.

## Biographie
Tarquinia Molza, l'ainée d'une famille noble de neuf enfants de Modène en Italie, a exceptionnellement étudié avec ses frères, ce qui lui permit de profiter de l'expertise de l'élite des professeurs. La jeune Tarquinia Molza  étudia donc le grec, le latin, l'hébreu, la poésie vernaculaire, la philologie, la philosophie et la musique et elle s'avéra excellente dans tous ces domaines. De plus, la future compositrice était autodidacte puisqu'elle apprenait la musique par elle-même de livres de musique.  Elle s'intéressait également comme amatrice éclairée, aux sciences naturelles, notamment à la botanique et à la zoologie. À cette époque, le père de Tarquinia Molza mourut et sa femme fut invitée par le duc à sa cour (comme demoiselle d'honneur). Tarquinia Molza  fit donc ses premières performances devant les membres de la cour qui furent charmés par sa voix angélique accompagnée de deux autres jeunes filles dont la musicalité ne faisait aucun doute. la virtuosité de Tarquinia Molza et de ses deux amies inspira même des compositeurs comme Jacques de Wert, Luca Marenzio et Giulio Caccini à composer pour ce trio très prometteur.
Dans les années 1580, Tarquinia Molza travailla à la Cour de la Maison d'Este, appartenant alors au duc Alphonse II d'Este, elle était située à Ferrare, elle fit alors partie d'un groupe de femmes alors nommé le concerto delle donne. Ce groupe de cantatrices avait à l'époque inspiré des compositeurs dans l'écriture de parties ornementales pour soprano, promouvant du même coup l'équité des voix. Par contre, des contradictions demeurent toujours quant à la crédibilité des influences qu'ont eu les chanteuses de Ferrare. L'année 1589 marqua l'expulsion de Tarquinia Molza de la cour en raison d'une histoire de cœur avec Jacques de Wert considéré à l'époque comme un musicien de sous-échelle et non digne d'une femme du rang de Molza. Pendant douze ans, elle fut la demoiselle d'honneur d'Eleonora et de Lucrezia, les deux sœurs du duc Alphonse II d'Este.
Elle fréquenta le poète italien Torquato Tasso dit Le Tasse. Elle connut également une liaison avec le compositeur de l'école franco-flamande Jacques de Wert.
Elle écrivit ses poésies en italien et en latin.
Tarquinia Molza fit partie de l'Accademia degli Innominati (Académie des Inconnus), fondée en 1574, par Eugenio Visdomini et Giulio Smagliati dans la capitale, Parme, à la recherche d'une identité culturelle. Parmi les membres de cette société savante, Pomponio Torelli, Angelo Ingegneri, Muzio Manfredi, Torquato Tasso, Giovanni Battista Guarini, Tommaso Stigliani et Giambattista Marino ainsi que des écrivaines, Claudia Noceti et la poétesse Barbara Torelli Benedetti.
Son nom figure dans la liste des femmes mentionnées sur The Dinner Party de l'artiste Judy Chicago.

## Œuvres
- Rime di diversi (Bologne, 1575)
- Distico greco e tetrastico latino, nell'operetta Marci Condarati Cretensis de Bono Universi Liber (Padoue, 1593)
- Madrigale nella raccolta La ghirlanda della Contessa Angela Bianca Beccaria (Gènes, 1595)
- Delle poesie volgari e latine di Francesco Maria Molza... contenente le cose inedite e gli opuscoli di Tarquinia Molza... (Bergame, 1750)
- Rime in Bergalli L. Componimenti poetici delle più illustri rimatrici... (Venise, 1726)
- Lettera a Nestore Cantuni (Modène, 1783)
- Lettere di donne italiane del secolo decimosesto (Venise, 1832)